# سهولان
سهولان یک روستا در ایران است که در دهستان آختاچی غربی واقع شده‌است. سهولان ۱۴۹ نفر جمعیت دارد.